# دايفيد غوردون (صحفي)
دايفيد غوردون (و. 1831 – 1886 م) هو صحفي، وكاتب، ومحرر، ومترجم ألماني، توفي في إيلك، عن عمر يناهز 55 عاماً.